# Altazores
Altazores es una banda chilena de rock fundada en 2004 por el músico multiinstrumentista y compositor chileno Mauricio Herrera, quien después de escribir, grabar y producir sus canciones forma un grupo de músicos para las presentaciones en vivo.
La agrupación se hizo conocida por su tercer álbum, Secreto detrás del caos, editado por la compañía discográfica Sello Azul, ya que su música y letras fueron contingentes a la movilización estudiantil en Chile de 2011 considerada como una de las mayores y más importantes desde el retorno a la democracia.
Desde 2004 el grupo ha lanzado cuatro álbumes oficiales y 13 sencillos, entre ellos un Ep en vivo y tres discos recopilatorios. 
El nombre del grupo homenajea al poema Altazor o el viaje en paracaídas, obra cumbre del poeta chileno Vicente Huidobro.

## Historia

### Formación y primeros años (2002-2007)
En julio de 2002, Mauricio Herrera de diecisiete años, escribe su primera canción titulada "Cuando te vuelva a ver" para interpretarla como homenaje durante el funeral de su compañero de colegio Diego Pérez asesinado en un asalto en la comuna de Santiago. Esta situación crea tal impacto en Herrera que decide ingresar al año siguiente a estudiar licenciatura en Música y Sonido en la universidad, allí conoció al baterista Patricio Gallardo y al bajista José Oñate con quienes junto a su excompañero de colegio Rodrigo Ramírez en la segunda guitarra, serían la primera formación del grupo.
El 11 de diciembre de 2004 debutan bajo el nombre de "Altazores" cuando participan en el Quinto Festival Nacional de Bandas Jóvenes, organizado por el Corporación Cultural Balmaceda Arte Joven en una repleta Estación Mapocho donde obtienen el primer lugar con la canción "Antes del Alba (Eclipse de sol)", la que cuenta con arreglos de Ángel Parra (Hijo) integrante de la banda Los Tres y entonces profesor de guitarra eléctrica de Mauricio Herrera. El premio consistió en la edición de 500 copias de la canción ganadora y una guitarra eléctrica entregada por Claudio Narea. Esa misma noche, cerraron el concierto los grupos Chancho en Piedra, Cholomandinga y Sinergia. La semana siguiente, Mauricio registró el nombre con el giro de grupo musical en departamento de propiedad industrial de Chile, quedando como marca de su propiedad.

### Primer álbum,El silencio no es callar(2007-2009)
En junio de 2007, lanzaron "Puedo creer en ti" primer sencillo de su disco debut, que fue parte de la banda sonora de la serie Tres son multitud, adaptación de versión estadounidense Three's Company, transmitida por Mega y producida por Lucky Partners.
El 11 de abril del 2008, autoeditaron su primer álbum en formato CD, El silencio no es callar, donde todas las canciones fueron escritas, compuestas y cantadas por Mauricio Herrera. El álbum se grabó en la sala de ensayo del grupo en la localidad de Batuco y en los estudios de la escuela de Música y Sonido de la Universidad UNIACC, el Ingeniero en sonido a cargo de la grabación fue Marcelo Mollinedo, la mezcla y mastering estuvo a cargo de Mariano Pavez en estudios Elastika. El sonido de El silencio no es callar tuvo un estilo de rock contemporáneo con claras influencias de bandas chilenas y británicas de los años 90, después de la entrada de Mauricio Gallardo en el bajo se presentaban en vivo solo como un trío. Entre abril y septiembre de ese mismo año lanzaron los sencillos “El silencio no es callar”, “Eclipse de sol” y “En el Firmamento”.
En marzo de 2009, lanzaron el sencillo doble “Árbol Caído” y “Deja vú”, canciones que fueron parte de la banda sonora del docureality Ultima Salida, emitido por Televisión Nacional de Chile, conducido por Patricia Espejo y producido por Roos Film. Este mismo mes, se estrena en la USACH, La Gran desconocida. documental sobre Isidora Aguirre en el marco de los festejos de los 90 años de la connotada novelista y autora de grandes clásicos chilenos como La pérgola de las flores. El documental fue dirigido por Julio Pincheira y la banda sonora fue compuesta por Mauricio Herrera, incluyendo además la canción “El Silencio no es callar”.

### Energía espiritual EP (2010)
En noviembre de 2010, autoeditan el álbum en vivo “Energía Espiritual EP” a partir del concierto realizado el 21 de octubre de 2010 en auditorio de la Universidad UNIACC. El único sencillo del disco fue la canción “La Redención” la que estuvo disponible como una descarga gratuita solo por una semana, desde lunes 25 de octubre en el sitio oficial de la agrupación, logrando más de 5000 descargas. “Energía espiritual EP” también estuvo disponible en 3 formatos: CD, DVD y mp3. El sonido del álbum destacó por la potente capacidad interpretativa de la nueva formación de Altazores que contó con Mauricio Herrera en la voz principal y guitarra eléctrica, Sergio Carlini en la batería (Difuntos correa, Verthebra, Matías Oviedo), el ingeniero en sonido Andrés Medina en el bajo y Nicolás Quinteros de la banda chilena de rock progresivo Delta en el piano y theremin.
La grabación del concierto corrió a cargo de Marcelo Mollinedo y por primera vez Mauricio Herrera demostró sus cualidades como sonidista, ya que estuvo a cargo de la mezcla y mastering en su estudio de grabación Eco Studios, en Santiago de Chile.

### Éxito,Secreto Detrás del Caos(2011-2014)
El 19 de mayo de 2011, lanzaron su tercera producción, Secreto Detrás del Caos, editada por la compañía discográfica Sello Azul en la que han destacado en su catálogo artistas como Sinergia, Juana Fe, Teleradio Donoso o Camila Moreno entre muchos otros. Por primera vez, Altazores salió de la clandestinidad de la autogestión a los medios de comunicación masivos.
El disco fue compuesto, grabado y mezclado en Eco Studios por Mauricio Herrera y en FM Estudio del ingeniero en sonido Franco Maestri, luego fue masterizado por Joaquín García quien ha trabajado con músicos de la talla de Américo, Los Jaivas y Los Tres. El álbum cuenta con la participación de Álvaro Zambrano en sintetizadores, Nicolás Quinteros en el piano y theremín, Patricio Pailamilla en trompeta, Sergio Carlini en batería y Rodrigo de la Rivera en el bajo.
Secreto detrás del caos es el trabajo discográfico mejor recibido por la crítica y los seguidores del grupo, se distingue de los álbumes anteriores en cuanto a la producción, arreglos y temática, “Un disco completo y coherente en su propuesta sonora, con composiciones que se sienten frescas y novedosas y cuyo trabajo de arreglos alcanza niveles notables.” afirmó el sitio Musica.cl en del junio de 2011.
El sonido del disco tiene una propuesta desafiante como en el sencillo ‘Vida tirana’ que mezcla el rock sinfónico con sonidos típicos de la zona norte de Chile y música electrónica o la canción “Todo esta hecho de luz” usando la voz como única instrumentación.
Herrera incorporó letras contingentes al acontecer político y social en Chile como en la canción “Molotov” que criticaba la fuerte represión por parte de Fuerzas Especiales de Carabineros durante las movilizaciones estudiantiles del 2011 o los sencillos “Todo tiene un final” y “Energía Espiritual” que se convirtieron en las canciones más exitosas y populares del disco; “Están detrás de la cortina los que roban todo tu poder/muy escondidos no se dejan ver/los que ponen adelante solamente son los títeres” relataba la canción sobre la profunda crisis de corrupción política en el país. “Altazores, una banda verdaderamente original en el contexto local. Con una propuesta energética y eléctrica, a veces hipnótica.” publicó el sitio Emol.cl en septiembre del 2011.
Durante el 2012, la repercusión del álbum llevó a Mauricio Herrera a colaborar como guitarrista para distintos artistas como Francisco González (Lucybell) en la gira de su disco solista “Aquí y ahora” y también para Denisse Malebrán (Saiko) en la gira de su disco “Mi caravana” con quien participó el 12 de abril de 2012 en el concierto “Un Canto Para no Olvidar” espectáculo que se realizó en el Estadio Nacional de Chile con motivo de la creación de un memorial por las víctimas a la violación de los Derechos Humanos durante la dictadura militar, contando con la participación de artistas como Pedro Aznar, Andrea Echeverri, Sol y Lluvia, Inti Illimani Histórico, Quilapayún, Congreso, Ana Tijoux y Trey Spruance (Mr. Bungle, Faith No More).

### Sentimiento colectivo EP (2014)
El sábado 26 de julio de 2014, lanzaron el disco “Sentimiento Colectivo EP” autoeditado por la banda, junto al sencillo “El derecho a la educación”. El cuarto álbum de Altazores estuvo disponible de forma gratuita en formato mp3 desde la página oficial del grupo, registrando más de 2000 descargas. El sonido del álbum se alejó completamente del rock melódico de sus discos anteriores hacia el Deep house y EDM pero manteniendo las letras contingentes al ambiente social de Chile. El álbum fue escrito, grabado y mezclado por Herrera en Eco Studios y contó con el retorno de Patricio Gallardo, miembro inicial del grupo pero ahora a cargo del Bajo y Sergio Carlini en la batería.

## Miembros
- Mauricio Herrera, guitarra, voz, piano, bajo, batería.
- Sergio Carlini, batería, percusiones.
- Nicolás Quinteros, piano, hammond, theremin.
- Patricio Gallardo, bajo, batería.

### Miembros pasados
- José Oñate, bajo (desde 2004 hasta 2005).
- Rodrigo Ramírez, segunda guitarra (desde 2004 hasta 2005).
- Andrés Medina, bajo (desde 2010 hasta 2011).
- Nikolas Biskupovic, segunda guitarra (desde 2007 hasta 2008).
- Rodrigo De la Rivera, bajo (2011).
- Patricio Pailamilla, trompeta (2011).
- Álvaro Zambrano, sintetizador (2011).

## Discografía

### Álbumes
- 2008: El Silencio no es Callar.
- 2011: Secreto Detrás del caos.

### EP
- 2010: Energía Espiritual.
- 2014: Sentimiento Colectivo.

### Álbumes recopilatorios
- 2004: "Ganadores Corporación Cultural Balmaceda Arte Joven".
- 2011: "Descúbrelos.cl" (Sello Azul).
- 2015: "Silentium"  (Mute Magazine Argentina).

### Sencillos
- 2004: "Antes del Alba (Eclipse de sol)".
- 2007: "Puedo creer en ti".
- 2008: "El Silencio no es Callar".
- 2008: "Eclipse de Sol".
- 2008: "En el Firmamento".
- 2009: "Árbol Caído / Deja vú".
- 2010: "La Redención".
- 2011: "Energía Espiritual".
- 2011: "Lo Mejor de ti".
- 2011: "Vida Tirana".
- 2011: "Todo Tiene un Final".
- 2012: "Dame una mano".
- 2014: "El derecho a la educación".

### DVD
- 2011: "Descúbrelos.cl" (Sello Azul).
- 2010: "Energía Espiritual EP".